# Armando Esteves Domingues
Armando Esteves Domingues (* 10. März 1957 in Oleiros) ist ein portugiesischer römisch-katholischer Geistlicher und Bischof von Angra.

## Leben
Armando Esteves Domingues besuchte zunächst die Schule in Oleiros, bevor er im Oktober 1967 an das Bischöfliche Knabenseminar in Fornos de Algodres wechselte. Anschließend studierte er bis Juni 1980 Philosophie und Katholische Theologie am Priesterseminar in Viseu. Von Juli 1980 bis Oktober 1981 absolvierte Esteves Domingues ein Pastoraljahr in Rom, wo er Kurse über Spiritualität sowie Jugend- und Familienseelsorge belegte. Armando Esteves Domingues wurde am 25. November 1981 zum Diakon geweiht. Am 13. Januar 1982 empfing er in der Sé Catedral durch den Bischof von Viseu, José Pedro da Silva, das Sakrament der Priesterweihe.
Armando Esteves Domingues wurde am 15. Januar 1982 Pfarrvikar in Fragosela und Santos Evos. Am 24. Mai desselben Jahres wurde er Pfarrer in São Martinho das Moitas, Gafanhão und Covas do Rio sowie im Oktober 1983 zudem in Reriz, São Pedro do Sul und Castro Daire. Anschließend wurde Esteves Domingues Militärkaplan bei den Portugiesischen Luftstreitkräften, zunächst ab März 1984 auf dem Luftwaffenstützpunkt in Alfragide sowie ab Dezember 1984 schließlich bei einer Pfadfindereinheit in der Região de Lisboa.
Im Februar 1987 kehrte Armando Esteves Domingues in sein Bistum zurück und wurde Lehrer an der Escola Secundária Emídio Navarro. Im Oktober desselben Jahres wurde er zudem Mitglied des Priesterrates des Bistums Viseu. Am 17. September 1989 wurde Esteves Domingues zum Pfarrer in Torredeita, Boa Aldeia und Farminhão ernannt, bevor er im September 2006 Pfarrer der Pfarreien São Salvador und Nossa Senhora do Viso wurde. Zudem war er von 1989 bis 2014 Lehrer an der Berufsschule in Torredeita und von 2004 bis 2015 Diözesanökonom. Am 20. Juli 2015 wurde Armando Esteves Domingues zum Generalvikar des Bistums Viseu berufen. Außerdem lehrte er ab 2016 am Priesterseminar in Viseu. 
Am 27. Oktober 2018 ernannte ihn Papst Franziskus zum Titularbischof von Centenaria und zum Weihbischof in Porto. Der Bischof von Viseu, António Luciano dos Santos Costa, spendete ihm am 16. Dezember desselben Jahres die Bischofsweihe; Mitkonsekratoren waren der Bischof von Porto, Manuel da Silva Rodrigues Linda, und der emeritierte Bischof von Viseu, Ilídio Pinto Leandro.
Papst Franziskus bestellte ihn am 4. November 2022 zum Bischof von Angra. Die Amtseinführung erfolgte am 15. Januar 2023.